# Aconurella nuristana
Aconurella nuristana är en insektsart som beskrevs av Dlabola 1957. Aconurella nuristana ingår i släktet Aconurella och familjen dvärgstritar. Inga underarter finns listade i Catalogue of Life.